# Ixodes myrmecobii
Ixodes myrmecobii är en fästingart som beskrevs av Roberts 1962. Ixodes myrmecobii ingår i släktet Ixodes och familjen hårda fästingar. Inga underarter finns listade i Catalogue of Life.